# Udo Fiebig
Udo Fiebig (* 13. Juli 1935 in Altena; † 11. August 2022 in Hückeswagen) war ein deutscher Theologe und Politiker (SPD). Er war von 1969 bis 1987 Mitglied des Deutschen Bundestages.

## Leben
Nach dem Abitur 1955 am Gymnasium in Altena und dem Besuch der Kirchlichen Hochschule Wuppertal studierte Fiebig Evangelische Theologie an den Universitäten in Göttingen und Bonn. 1960 legte er das Erste und 1962 das Zweite Theologische Staatsexamen ab. Von 1963 bis 1969 sowie von 1972 bis 1976 war er Pfarrer der evangelischen Kirchengemeinde Preußen in Lünen. Später war er als Berufsschulpfarrer tätig.
Fiebig trat 1963 in die SPD ein und war zeitweise Vorsitzender des SPD-Unterbezirks für den Kreis Unna. 1966 wurde er in den Rat der Stadt Lünen gewählt. Des Weiteren war er von 1970 bis 1980 Kreisvorsitzender der Arbeiterwohlfahrt Unna.
Dem Deutschen Bundestag gehörte Fiebig von 1969 bis 1987 an. Bei den Bundestagswahlen 1969 und 1976 war er über die Landesliste der SPD Nordrhein-Westfalen ins Parlament eingezogen. Bei der Bundestagswahl 1972 gewann er das Direktmandat im Wahlkreis 109 (Lüdinghausen), bei den Bundestagswahlen 1980 und 1983 das Direktmandat im Wahlkreis 117 (Hamm – Unna II). Im Parlament war er von 1969 bis 1987 Mitglied des Ausschusses für Jugend, Familie und Gesundheit und von 1976 bis April 1977 Mitglied des Rechtsausschusses.

## Ehrungen und Auszeichnungen
- 1986: Verdienstkreuz 1. Klasse der Bundesrepublik Deutschland